# William Cavendish
William Cavendish, Devonshire negyedik hercege (1720. május 8. – 1764. október 2.) whig párti brit államférfi, a Térdszalagrend lovagja, királyi titkos tanácsos, rövid ideig névleges brit miniszterelnök.
Derbyshire képviseletében lett az Alsóház tagja 1741-ben és 1747-ben, ám amikor 1751-ben bárói címet kapott és a királyi titkos tanács tagja lett, átült a Lordok Házába. Írország kormányzója volt 1755 április 2-ától 1757 január 3-áig. Miután megörökölte apja címeit, a Térdszalagrend lovagjává ütötték, és 1756 novemberében kinevezték a Kincstár Első Lordjává (a legtöbb történész ezt miniszterelnökségnek tekinti, mivel hagyományosan ez volt a legmagasabb presztízsű pozíció a kormányban, bár a tényleges irányítás az idősebb Pitt kezében volt). E tisztét 1757 májusáig töltötte be. 1762-ben az Ír Királyi Titkos Tanács tagja lett.
Felesége Charlotte Cavendish, Richard Boyle-nak, Burlington grófjának lánya és örököse volt, akinek apja híres építész és műgyűjtő volt. E házasság révén jutott a Cavendish család birtokába a londoni Chiswick House és Burlington House, a yorkshire-i Bolton Abbey és Londesborough Hall, valamint az írországi Lismore kastély. A herceg Lancelot Brownt, a korszak legjelentősebb kerttervezőjét kérte fel rezidenciája, Chatsworth-ház környezetének kialakítására. A párnak négy gyermeke született.

## Fordítás
- Ez a szócikk részben vagy egészben  a   William Cavendish, 4th Duke of Devonshire című angol Wikipédia-szócikk ezen változatának fordításán alapul.  Az eredeti cikk szerkesztőit annak laptörténete sorolja fel. Ez a jelzés csupán a megfogalmazás eredetét és a szerzői jogokat jelzi, nem szolgál a cikkben szereplő információk forrásmegjelöléseként.